# Gullivers reizen
Gullivers reizen is een satirisch boek uit 1726 van de Ierse schrijver Jonathan Swift.
In het Engels wordt het boek vaak aangeduid als Gulliver's Travels, maar de volledige titel luidt: Travels into Several Remote Nations of the World, in Four Parts. By Lemuel Gulliver, First a Surgeon, and then a Captain of Several Ships. 
Het wordt beschouwd als Swifts meesterwerk en als een klassieker in de Engelstalige en in de wereldliteratuur. Het is ook populair geworden als kinderboek, waarvoor de eerste twee delen werden bewerkt, en de minder fatsoenlijke scènes verwijderd zijn.
Gullivers reizen is in de eerste plaats een scherpe satire op de Engelse (en Europese) samenleving, het hof, de wetenschap en de menselijke moraal. Daarnaast is het ook een parodie op het verschijnsel reisverhalen.
Het boek wordt wel gelezen als roman, maar is eigenlijk een verzameling van vier losse verhalen, die met elkaar verbonden worden door de hoofdpersoon, die in het boek niet bij name genoemd wordt. Gulliver is de schuilnaam van de schrijver. 
Uit Swifts correspondentie blijkt dat hij aan Gulliver's Travels begon tegen het einde van 1720, en het voltooide in het najaar van 1725. Het werk was vanaf het moment van verschijnen een succes en is dat sindsdien gebleven. 

## Verhaal

### Deel 1:Een reis naar Lilliput
Eerst wordt een korte beschrijving gegeven van het leven van Lemuel Gulliver vóór zijn reizen. Hij is een man van middelbare leeftijd, afkomstig uit de middenstand. Hij heeft zich aan de Universiteit Leiden gekwalificeerd als arts en voelt zich aangetrokken tot het reizen. 
Op zijn eerste reis vergaat zijn schip en spoelt hij aan op het eiland Lilliput, dat bewoond blijkt te zijn door minuscule mensen, die een lengte hebben van ongeveer 15 centimeter. Alles op het eiland is 12 keer zo klein als in de wereld der mensen. De Lilliputters beschouwen hem aanvankelijk als hun gevangene en behandelen hem ook zo. Hij weet de bevolking echter te overtuigen van zijn goede bedoelingen, wordt ontvangen aan het hof en krijgt een eigen woonplaats toegewezen.
De satire in dit deel richt zich op de gewoonten aan het hof van koning George I, op de strijd over welke godsdienst dient te overheersen (aan welke kant maakt men zijn eitje open: aan de bolle of aan de spitse kant) en op de strijd tussen de politieke partijen, de Tories en de Whigs (draagt men lage hakken of hoge hakken).
Gulliver raakt betrokken bij de strijd tussen Lilliput en het nabijgelegen eiland Blefuscu (hetgeen verwijst naar de verhoudingen tussen Engeland en Frankrijk). Hij helpt de inwoners van Lilliput door de vloot van Blefuscu te stelen, maar weigert verder te gaan dan dat. Dan wordt hij van verraad beschuldigd en veroordeeld tot het ontnemen van zijn gezichtsvermogen. Net op tijd weet Gulliver te ontkomen naar Blefuscu, en na een kort verblijf kan hij het land verlaten in een aangespoelde boot. Hij wordt opgepikt door een Engels schip, waarmee hij terugkeert naar huis.

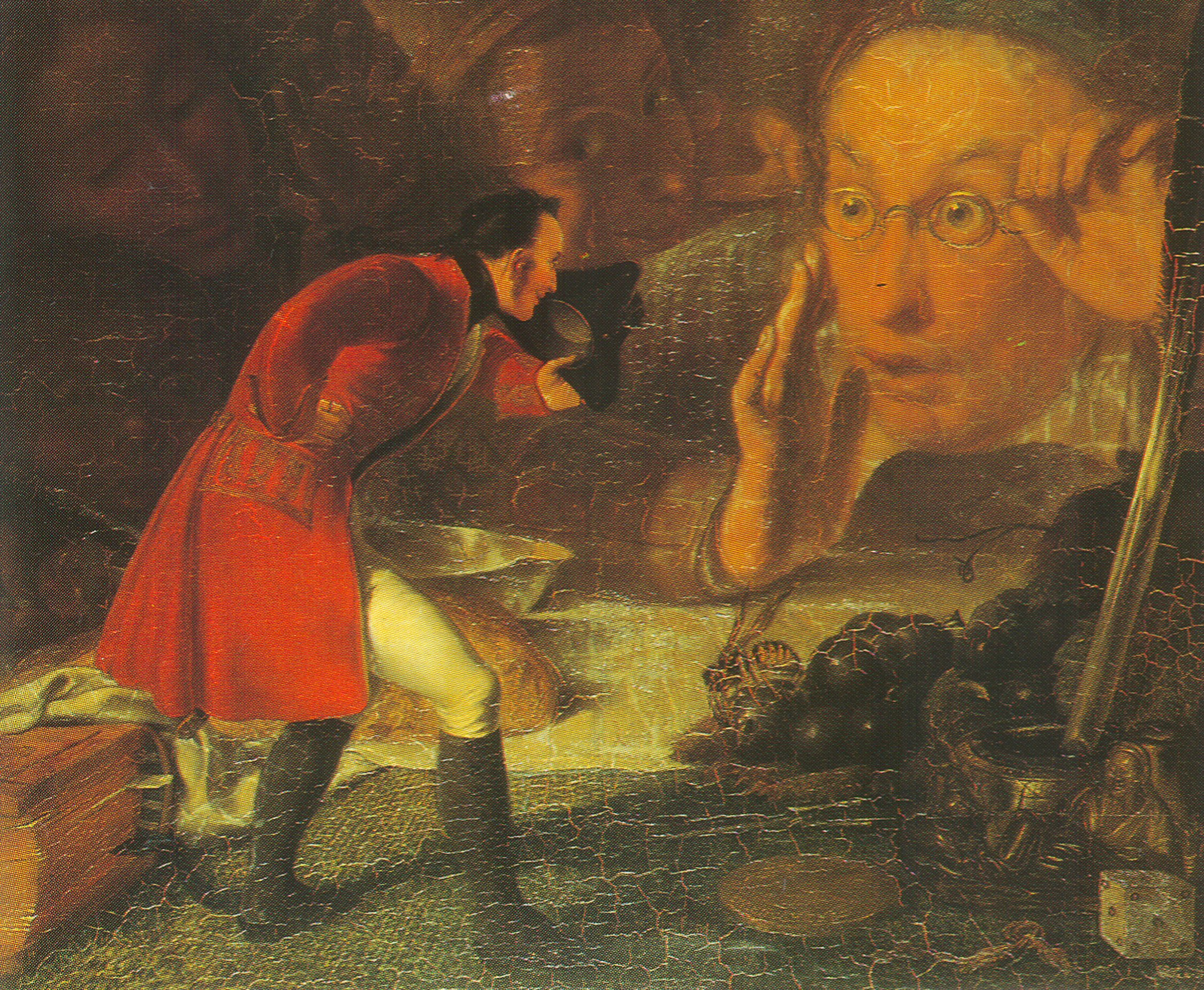
Gulliver in Brobdingnag

### Deel 2:Een reis naar Brobdingnag
Na een verblijf van twee maanden bij zijn gezin, gaat Gulliver opnieuw op reis. Tijdens een zware storm wordt zijn schip uit de koers gedreven. Bij land aangekomen gaan de mannen van boord om water te halen. Zij worden echter aangevallen door een man van enorme afmetingen die hen terug de zee in jaagt. Gulliver blijft alleen achter in een korenveld. Daar wordt hij ontdekt door een reus van een man. De situatie waarin hij verzeild raakt is op dit punt precies omgekeerd ten opzichte van die in Lilliput: daar was hij de reus, hier is hij de dwerg.
De man neemt Gulliver mee naar huis en laat hem over aan de zorgen van zijn dochter, die hem goed behandelt en hem de taal van het land leert. Hij is echter steeds in gevaar door enorme ratten en andere wezens die hem belagen. De boer besluit echter om Gulliver voor geld tentoon te stellen, waarvan zijn gezondheid ernstig te lijden heeft. Dan wordt hij bij wijze van huisdier gekocht door de koningin. Aan het hof heeft hij een goed leven, maar ook hier moet hij steeds op zijn hoede zijn voor wespen, katten, honden, een aap en de jaloerse ‘dwerg’ van de koningin. Hij komt tot het besef dat de mensen van Brobdingnag, ondanks hun enorme omvang, zeer goedhartig zijn en elke vorm van tirannie en verdrukking afwijzen. Als Gulliver aan de koning in trotse bewoordingen de situatie in Engeland en Europa uitlegt, is deze geschokt en concludeert dat het hier wel om een zeer minderwaardig volk moet gaan.
Twee jaar later, tijdens een reisje naar de kust, wordt de speciaal voor hem gebouwde reiskist opgepikt door een enorme vogel, die hem meeneemt en in zee laat vallen. Daar wordt hij ontdekt door een Engels schip en wederom keert hij terug naar huis.

### Deel 3:Een reis naar Laputa, Balnibarbi, Glubdubdribb, Luggnagg en Japan
Na een kort verblijf thuis, wordt Gulliver zonder veel moeite overgehaald opnieuw een reis te ondernemen. Deze keer wordt zijn schip echter overvallen door piraten. De bemanning wordt gevangengenomen, maar Gulliver wordt in een sloep overboord gezet. Hij komt terecht op het eiland Balnibarbi, een rotsig eiland ten westen van Japan, dat een kolonie blijkt te zijn van het vliegende eiland Laputa. De bewoners van Laputa zijn alleen geïnteresseerd in muziek en wiskunde, en zijn voortdurend verdiept in gedachten. Hoewel intellectueel vergevorderd, zijn ze niet in staat tot enig praktisch werk. Hun kleding past niet en hun huizen zijn wrakken. De koning van Laputa houdt de bewoners van Balnibarbi strikt onder de duim, door hen in het geval van opstand te bekogelen met stenen of hun zonlicht of regen te onthouden. Gulliver bezoekt de hoofdstad Lagado, en maakt daar kennis met een gezelschap van wetenschappers die zich bezighouden met totaal onpraktische zaken als het onttrekken van zonlicht aan komkommers, het zachtmaken van marmer om te dienen als vulling voor kussens en het terugbrengen van menselijke uitwerpselen tot hun oorspronkelijke staat van voedingsstof. Kleuren worden op de tast uitgekozen door blinden en huizen worden gebouwd van het dak naar beneden.
Van Lagado reist Gulliver naar Glubbdubdrib, een eiland van tovenaars. Daar wordt hij op magische wijze in staat gesteld te spreken met de groten uit de geschiedenis, zoals Alexander de Grote, Hannibal en Caesar. Zij hebben allen teleurstellende antwoorden op Gullivers vragen: de historische verslagen blijken grotendeels onjuist. Ook concludeert Gulliver dat het mensdom er in de loop van de eeuwen alleen maar op achteruit is gegaan.
Vervolgens belandt hij in Luggnagg, waar hij de Struldbruggs ontmoet, een ras van zeer oude, onsterfelijke mensen. In tegenstelling tot wat Gulliver verwacht zijn zij zeer ongelukkig met hun bestaan. Zij sterven weliswaar niet, maar worden wel ouder, zwakker en seniel, verliezen hun levenslust en kunnen alleen nog verlangen naar verlossing en dus de dood. Zij kunnen echter niet sterven.
Via Japan reist Gulliver terug naar Engeland.

### Deel 4:Een reis naar het land van de Houyhnhnms
Hoewel Gulliver na zijn laatste reis vastbesloten was thuis te blijven, trekt hij er opnieuw op uit, nu als kapitein. Deze keer krijgt hij te maken met muiterij. Hij wordt gevangengenomen en uiteindelijk overboord gezet. Hij komt terecht in een land waar hij een smerig ras ontmoet van aapachtige gedegenereerde wezens die Yahoos worden genoemd. Zij bevuilen hem, maar vluchten bij de komst van een groep paarden, Houyhnhnms geheten, die de baas blijken te zijn op het eiland.
De Houyhnhnms nemen aan dat Gulliver een Yahoo is, maar dan een met wat meer rede. Zij zijn zelf een zachtaardig en beschaafd ras. Gulliver wordt ondergebracht in de stal van een Houyhnhnm-familie en maakt kennis met hun dieet van melk, kruiden en haver. Hij weet ook kleding voor zichzelf te maken, maar de Houyhnhnms zijn erover verbaasd dat hij zich kleedt. Zij zien dit als een vorm van schaamte voor zijn inferieure voorkomen.
Gulliver beschrijft hun het leven in Engeland. Zij zijn er zeer verwonderd over dat zo’n kwaadaardig ras zichzelf kan beschouwen als de heren der schepping. Zij beschouwen woorden als een communicatiemiddel en niet als een middel om te liegen en bedriegen. Zij zijn ook verontwaardigd te vernemen dat paarden in Engeland als lastdieren worden gebruikt. Als Gulliver de verschrikkingen van de oorlog beschrijft is hij voorzichtiger dan tijdens zijn verblijf in Brobdingnag. Hij is het met de Houyhnhnms eens dat de mens een laag wezen is en voelt zich gelukkig in het gezelschap van de paarden. Zijn geluk is echter van korte duur. Het parlement komt tot de beslissing dat Gulliver niet meer is dan een Yahoo. Zij redeneren dat een intelligente Yahoo een bedreiging zou kunnen vormen voor hun beschaving. Tegen zijn wil wordt Gulliver gedwongen te vertrekken. Hij bouwt een kano en vaart weg. Een Portugees schip pikt hem op.
De vriendelijke en begripvolle kapitein probeert de misantropische Gulliver te tonen dat de mensheid niet zo slecht is als de Yahoos. Als Gulliver thuiskomt, kan hij het echter niet opbrengen met mensen om te gaan en lange tijd verkeert hij alleen in het gezelschap van paarden. Gedurende de rest van zijn leven denkt hij met liefde en respect terug aan de wereld van de Houyhnhnms.

## Film- en televisiebewerkingen
- Gulliver's Travels (2010) - deze speelfilm is een moderne bewerking van het Lilliput-verhaal met Jack Black in de hoofdrol.
- Albhutha Dweepu (2005) - is een Malayalaamse "Bollywood" bewerking van Gullivers Reizen, met zang en dans.
- Crayola Kids Adventures: Tales of Gulliver's Travels (1997) - is een bewerking waarin realiteit en fictie elkaar ontmoeten Adam Wylie speelt de rol van Gulliver, Georgie Cranford die van Jonathan Swift.
- Gulliver's Travels (1996) - is een miniserie in twee delen met Ted Danson in de hoofdrol.
- Enchanted Tales: Gulliver's Travels (1996) - is een korte animatie (48 min) bewerking van het Lilliput-verhaal voor kinderen.
- Gulliver's Travels (1992) ook bekend als Saban's Gulliver's Travels - is een Canadese animatieserie, geïnspireerd door Gullivers reis naar Liliput.
- Gulliver's Travels (1979) - is een animatiefilm die werd geproduceerd door Hanna-Barbera voor CBS' Famous Classic Tales en vertelt van twee van Gullivers reizen.
- Gulliver's Travels (1978) - deze speelfilm is een combinatie van animatie en live-action met Richard Harris in de hoofdrol.
- Planet of the Apes (1968) - is De reis naar het land van de Houyhnhnms in een sciencefictionsetting waarbij de Houyhnhnms zijn vervangen door apen.
- The Adventures of Gulliver (1968) - is een tekenfilmserie van William Hanna en Joseph Barbera.
- Gariba no uchu ryoko (1965) ook bekend als Gulliver's Travels Beyond the Moon  - is een Japans/Amerikaanse animatie die het Gulliver-verhaal in een sciencefictionsetting plaatst.
- The 3 Worlds of Gulliver (1960) - deze speelfilm vertelt over Gullivers verblijf in Lilliput, Blefuscu & Brobdingnag met Kerwin Mathews in de hoofdrol.
- Gulliver's Travels (1939) - animatiefilmbewerking van het Lilliput-verhaal van regisseur Dave Fleischer. Het copyright van deze film is verlopen in kan nu gratis en legaal gedownload worden bij het Prelinger Archive.[1]
- Gulliver Mickey (1934) - is een korte Disney-animatie waarin Mickey Mouse Liliput redt van een reuzenspin.
- Le voyage de Gulliver à Lilliput et chez les géants (1902) - is een korte stomme film van Georges Méliès over Gullivers verblijf in Liliput.

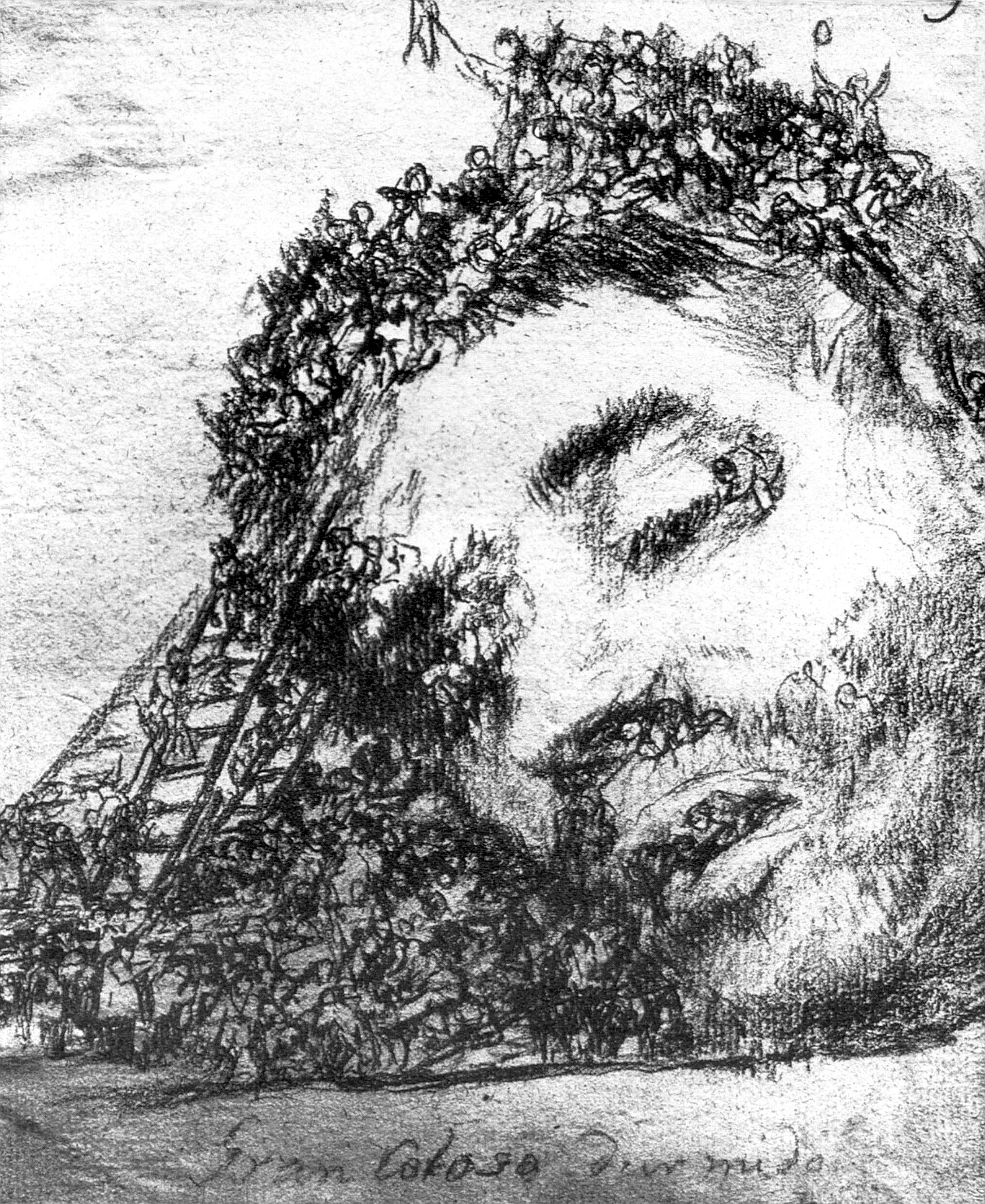
Gran coloso dormido van Francisco Goya

## Invloed
De roman heeft een enorme invloed gehad, en niet alleen doordat woorden als "lilliputter" volkomen ingeburgerd zijn geraakt. Jerry Yang en David Filo noemden hun populaire internetzoekmachine bijvoorbeeld Yahoo!.

### Verwijzingen naar Gullivers Reizen
- In Stanley Kubricks Dr. Strangelove wordt door een Amerikaanse B-52 een bombardement uitgevoerd op het Russische schiereiland Laputa.
- Hayao Miyazaki's animefilm Laputa: Castle in the Sky gaat over een magisch vliegend eiland.
- In de eerste drukken van J.R.R. Tolkiens De Hobbit worden Hobbits in grootte vergeleken met Lilliputters. Deze vergelijking verdwijnt vanaf de derde druk.
- In Charlotte Brontës Jane Eyre leest Jane, de hoofdpersoon, gedurende de eerste hoofdstukken Gullivers reizen.
- In Ray Bradbury's Fahrenheit 451 leest hoofdpersoon Guy Montag een fragment uit Gullivers reizen voor aan zijn vrouw, die het als klinkklare onzin betitelt.
- De lithografie Gran coloso dormido van Francisco Goya, toont een reus die vastgebonden en overmeesterd wordt. Goya was hiervoor direct geïnspireerd door deel 1, Hoofdstuk 1 van Gullivers reizen.
- Gulliver's travels (2000) is een muziekstuk van de Belgische componist Bert Appermont, geschreven op de gelijknamige Oostenrijkse stomme film van regisseur Géza von Cziffra uit 1924.

## Nederlandse vertalingen
Onder de moderne integrale vertalingen van het boek zijn die van Sem Davids (1957), Arjaan van Nimwegen (1979) en Paul Syrier (2004).